# Turzyca dwustronna
Turzyca dwustronna (Carex disticha Hudson) – gatunek rośliny z rodziny ciborowatych. Występuje w znacznej części Europy, w zachodniej i północnej Azji oraz w północno-zachodniej Afryce. W Polsce spotykany w całym kraju, choć rozmieszczony nierównomiernie – częsty w zachodniopomorskim i kujawsko-pomorskim, rzadki na wschodzie i w środkowej części kraju. 

## Morfologia

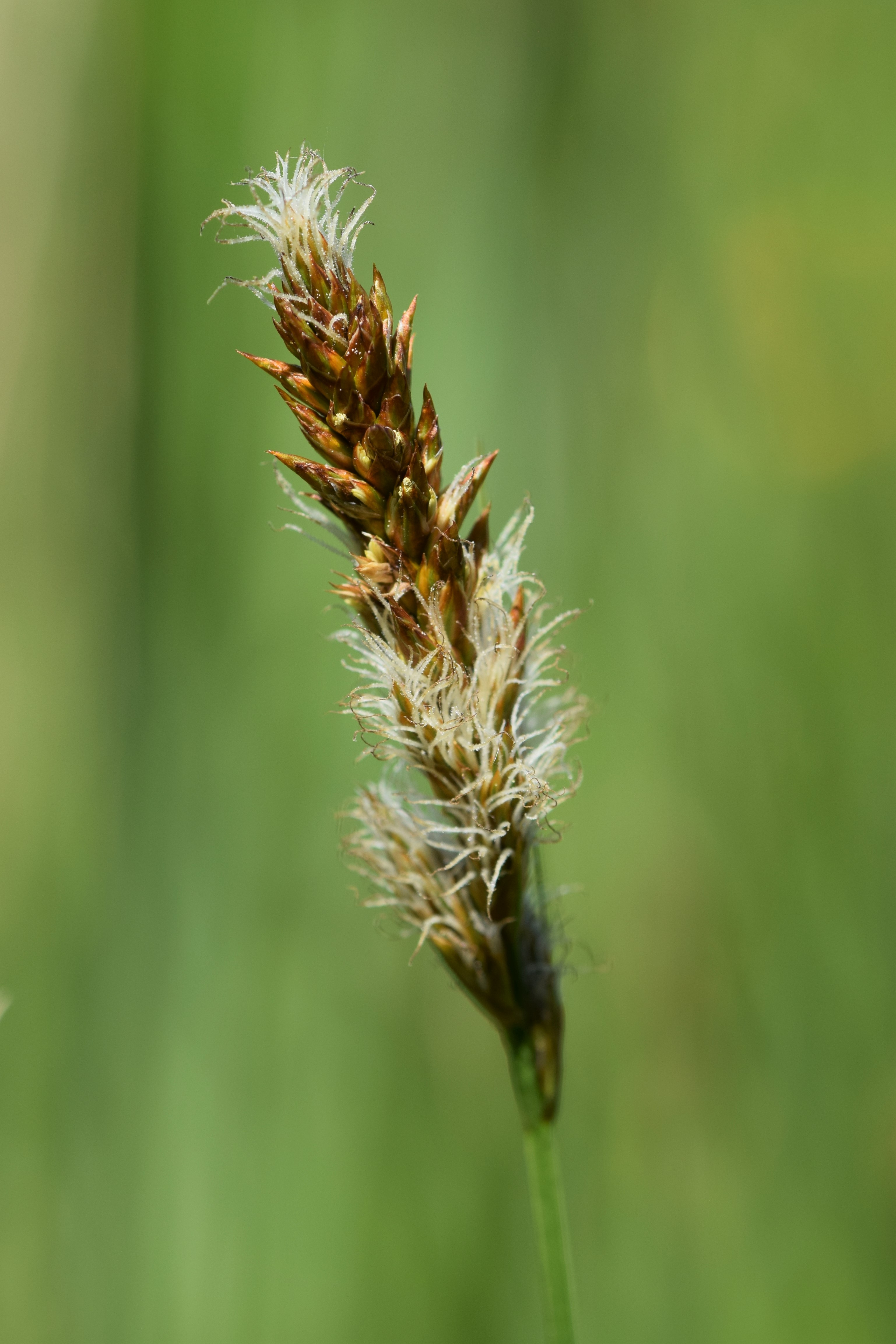
Kwiatostan

PokrójRoślina trwała, wysokości (15–) 30-60 (–100) cm, z długimi podziemnymi rozłogami.
ŁodygaWzniesiona, do połowy ulistniona, u góry ostrokanciasta, szorstka.
LiściePochwy liściowe na brzegach ostre, płaskie lub rynienkowate, 2-4 mm szerokości.
KwiatyKwiatostan kłosowaty, 3–7 cm długości, składający się z ponad 20 kłosów. Dolne i górne kłosy przeważnie wyłącznie z kwiatami żeńskimi, środkowe z męskimi. Przysadki zaostrzone, żółtobrązowe. Słupek z dwoma znamionami.
OwoceOrzeszki koloru oliwkowozielonego lub brązowego zamknięte w pęcherzykach niewiele dłuższych od przysadek, jajowatych, brązowych, prawie bez skrzydełek, z dzióbkiem o dwóch ząbkach.

## Biologia i ekologia
- Bylina. Kwitnie od maja do czerwca.
- Siedlisko: zabagnione łąki i brzegi wód. Hydrofit, geofit.
- W klasyfikacji zbiorowisk roślinnych gatunek charakterystyczny dla związku (All.) Magnocaricion i zespołu roślinności Caricetum distichae[5].
- Liczba chromosomów 2n=62[6].